# 穆羆
穆羆（?—?），代人，宜都文成王穆觀的曾孙，宜都文宣王穆壽的孙子，宜都王穆平國之子，穆伏幹之弟、穆亮之兄。

## 生平
穆羆承襲兄長穆伏幹的爵位，娶新平長公主為妻，拜駙馬都尉。又除虎牢鎮將，頻頻因不法以致罪。孝文帝因為其祖先的勳德，退讓而赦免他的罪。
穆羆轉為征東將軍、吐京鎮將。他賞善罰惡，深自克勵。當時西河胡人叛亂，穆羆意欲討伐他們，而離石都將郭洛頭拒絕，違命不服從。穆羆遂上表自我彈劾，以威望不能振攝下屬，請求接受刑戮。孝文帝乃免去郭洛頭的官位。山胡劉什婆寇掠郡縣，穆羆討滅他們。由此部眾肅然，莫不對他敬憚。後改吐京鎮為汾州，仍以穆羆為刺史。前吐京太守劉升，在郡甚有威惠，限期滿後還都，胡民八百餘人詣穆羆請他。前定陽令吳平仁亦有恩信，戶增數倍。穆羆以吏民懷恩，並為他上表請求。孝文帝批准。穆羆既頻繁薦升，所領的部屬守令，自我砥礪，威化大行，百姓安居。州民李軌、郭及祖等七百餘人，詣闕歌頌穆羆的恩德。孝文帝以穆羆政和民悅，增秩延限。
後徵穆羆為光祿勳。隨例降王為魏郡開國公，邑五百戶。又除鎮北將軍、燕州刺史，鎮廣寧。尋遷都督夏州、高平鎮諸軍事，本將軍，夏州刺史，鎮統萬。又除侍中、中書監。穆泰謀反時，穆羆與他暗中私通，大赦後事件被揭發，削其封號為民。卒於家。宣武帝在位時，追贈鎮北將軍、恆州刺史。
穆羆有子穆建及穆衍。